# ابن هشام
با ابن هشام انصاری اشتباه نشود
ابومحمد عبدالملک بن هشام تاریخ‌نگار مسلمان است که به‌خاطر ویرایش و سیره‌ای که روی زندگی‌نامه محمد، پیامبر اسلام، نوشته ابن اسحاق انجام داده، شهرت دارد. گفته می‌شود که خانواده ابن هشام از حمیریه بوده‌اند؛ ولی پیش از تولد ابن هشام از بصره به مصر مهاجرت کرده‌اند. ابن هشام در مصر متولد و در مصر در سال ۲۱۳ یا ۲۱۸ هجری قمری فوت کرد. ابن هشام در علم‌الانساب (نسب‌شناسی) و علم دستور زبان تبحر بالایی داشت. اگر چه از او کتابی با نام «کتاب التیجان» دربارهٔ جنوب شبه جزیره عربستان در دوران کهن بر جای مانده‌است، ولی شهرت اصلی او به دلیل ویرایشی‌ست که روی زندگی‌نامه محمد اثر ابن اسحاق انجام داده‌است. نسخه اصلی اثر ابن اسحاق به دست ما نرسیده‌است ولی بخش‌هایی از آن در آثار نوشته شده توسط ابن هشام و طبری به جای مانده‌است.
مقایسه مطالبی که توسط ابن هشام نقل شده و آنچه توسط مورخین دیگر نقل شده نشان می‌دهد که ابن هشام قسمت‌هایی که مستقیماً به زندگی محمد ربط نداشت را حذف کرده‌است؛ برخی از اشعار را تصحیح و برای کلمات و جملات سخت توضیحی فراهم آورده‌است. این کار او باعث محبوبیت ویرایشش بین دانشمندان مسلمان پس از او شد.

## آثار
- السیره النبویه مغنی الادیب

## ترجمه سیره ابن هشام
این کتاب گرانبها در سال ۱۳۹۰ شمسی از زبان فارسی به زبان آذری از طرف شاهین یحیی اف ترجمه شده است.